# Gondomar Sport Clube
El Gondomar Sport Clube es un club de fútbol portugués de la ciudad de Gondomar del distrito de Oporto. Fue fundado en 1921 y juega en la Liga Regional de Oporto.

## Palmarés
- Tercera División de Portugal: 1

2003/04